# 海王星的發現

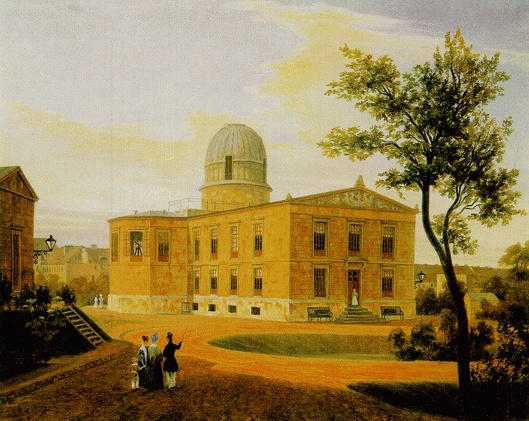
位於林登街的新柏林天文台，海王星就是在這裡被觀測到。

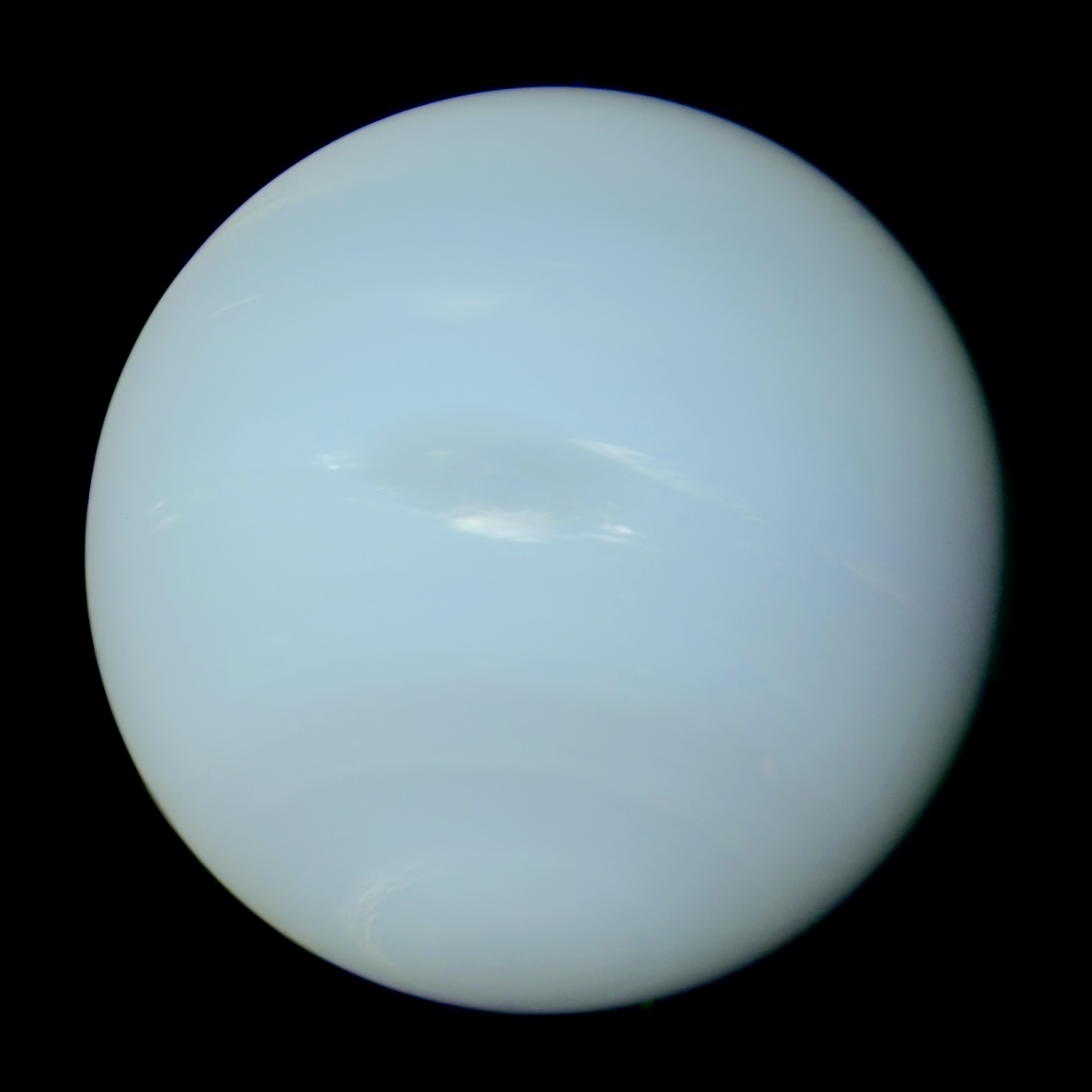
航海家2號於1989年拍攝的海王星

比起直接觀測到海王星，天文學家之前就已經在數學上預測出海王星的存在。1846年9月23日至24日秋分夜間，根據法國天文學家於爾班·勒威耶的預測，天文學家約翰·戈特弗里德·伽勒（與海因里希·路易·達雷協助）在柏林天文台通過望遠鏡觀測，證實了海王星的存在。這是19世紀科學界的轟動時刻，也戲劇性地證實了牛頓萬有引力定律。弗朗索瓦·阿拉戈貼切地說，勒威耶「用筆尖」發現了一顆行星。
在海王星被發現之後，天文學家才發現海王星之前已經被觀測到過很多次，但是都沒有被識別出來，也有人對它的位置進行過計算，也都沒有觀測到它。到了1846年，天王星自1781年被威廉·赫歇爾發現以來，已經繞行了近一圈，天文學家發現其軌道存在一系列不規律運動現象，無法完全用牛頓萬有引力定律來解釋。然而，如果一顆更遠的未知行星的引力干擾了天王星繞行太陽運行的路徑，就可以解釋這些不規律運動現象。
1845年，巴黎天文學家於爾班·勒威耶和劍橋的約翰·柯西·亞當斯分別開始計算，以確定這顆行星的性質和位置。勒威耶的成功引發了國際社會關於海王星發現先後的爭論，因為在勒威耶發現後不久，英國皇家天文學家的喬治·比德爾·艾里宣布亞當斯也預測了這顆行星的發現。儘管如此，皇家學會還是在1846年向勒威耶頒發了科普利獎章以表彰他的成就，但並未提到亞當斯。然而，皇家學會也於1848年授予亞當斯科普利獎章。
威廉·拉塞爾在海王星發現十七天後發現其衛星海衛一。

## 早期觀測
海王星太暗，肉眼無法看見，其視星等從未超過7.7等。因此，只有望遠鏡發明之後，人類才有可能首次觀測海王星。有證據顯示伽利略·伽利萊於1613年、熱羅姆·拉朗德於1795年、約翰·赫歇爾於1830年看到並記錄了海王星，但當時沒有人發現它是一顆行星。這些發現前的觀測對於準確確定海王星的軌道非常重要。即使在早期望遠鏡中，海王星也會顯得非常突出，因此在1846年發現海王星之前很可能存在其他的觀測記錄。
伽利略的紀錄顯示他曾於1612年12月28日和1613年1月27日兩次觀測到海王星，在這兩次觀測中，當海王星與木星非常接近（合相）時，伽利略都誤以為它是一顆恆星。歷史上，人們認為他相信這是一顆固定的藍色恆星，因此他並沒有被認為是海王星的發現者。1612年12月，他第一次觀測到海王星時，靜止在天空中，因為當天海王星剛剛逆行；由於海王星才剛開始每年的逆行週期，運動被認為太輕微，而且尺寸太小，在伽利略的小型望遠鏡下無法清楚地顯示出它是一顆行星。然而，2009年7月，墨爾本大學物理學家大衛·傑米森宣布了新的證據表明，伽利略確實意識到他發現了這顆「恆星」的一些不尋常之處。伽利略在他的一本筆記本中記錄了1月28日背景恆星（海王星）的移動，並用不同的墨水畫了一個點（海王星的位置），表明他是在1月 6日晚上繪製的早期草圖上發現的，顯示他在早期觀察中進行了系統性搜索。然而，迄今為止還沒有明確的證據表明他將這個移動天體認定為行星，也沒有發表過對海王星的觀察。沒有證據表明他曾試圖再次觀察海王星。
1847年，美國海軍天文台的西爾斯·庫克·沃克（Sears Cook Walker）查閱了歷史記錄和調查資料，尋找海王星發現之前預先發現的可能紀錄。他發現，1795年拉朗德的工作人員在巴黎天文台所做的觀測是朝著海王星天空中的位置進行的。在1795年5月8日和5月10日的觀測目錄中，人們在預期的海王星大致位置上觀測到了一顆恆星，位置的不確定性以冒號表示。冒號也被用來表示觀測誤差，所以直到審查天文台的原始記錄後，才確定該物體是海王星，而相隔兩個晚上進行的觀測中的位置誤差是由於行星在天空中的運動造成的。1795年發現海王星位置記錄使得天文學家對海王星軌道的計算更加準確。
約翰·赫歇爾發現海王星的方式幾乎與父親威廉·赫歇爾在1781年發現天王星的方式相同：偶然觀察。約翰·赫歇爾在1846年寫給弗里德里希·馮·斯特魯維的一封信中表示，他在1830年7月14日的一次巡天中發現了海王星。雖然他的望遠鏡足夠強大，可以將海王星分解成一個藍色的小圓盤，顯示它是一顆行星，但他當時並沒有辨識出它，而誤認為一顆恆星。

## 天王星的不規律運動
1821年，亞歷克西·布瓦爾發表了天王星軌道的天文表，根據牛頓運動定律和萬有引力定律預測了天王星未來的位置。隨後的觀測發現天王星位置與表格有相當大的偏差，這使得布瓦爾假設有一些擾動體存在。天王星的黃道經度和位置向量（與太陽的距離）的不規律運動可以通過幾種假設來解釋：太陽引力在如此遙遠的距離上可能與牛頓理論上的描述不同；或者差異可能僅僅是觀察錯誤；或者天王星可能被一顆未知的行星所擾動。

在位置b，海王星的引力擾動天王星的軌道，將其拉到預測位置的前方。在a位置則相反，海王星的擾動會減慢天王星的軌道運動。

约翰·柯西·亚当斯在求學期間就發現了天王星不規律運動現象，並堅信擾動假說。亞當斯相信，可以利用對天王星的觀測資料和牛頓萬有引力定律來推論攝動天體的質量、位置和軌道。1843年期末考後，亞當斯當選為學院院士 ，並在康沃爾度過了暑假，開始了他的計算工作。

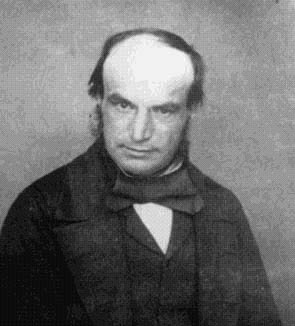
約翰·柯西·亞當斯

用現代術語來說，這個問題是一個逆問題：試圖從觀察到的資料中推導出數學模型的參數。對於現代數學和電腦來說這個問題很簡單，但在當時它需要大量費力的手動計算。亞當斯首先利用經驗波德定律，為假設的物體假設一個位置。然後，他根據擾動體的假定位置計算天王星的投影路徑，計算投影的路徑和記錄的觀測結果之間的差異。之後，他根據這些差異調整了擾動體的特性並重複該過程，本質上是進行迴歸分析。

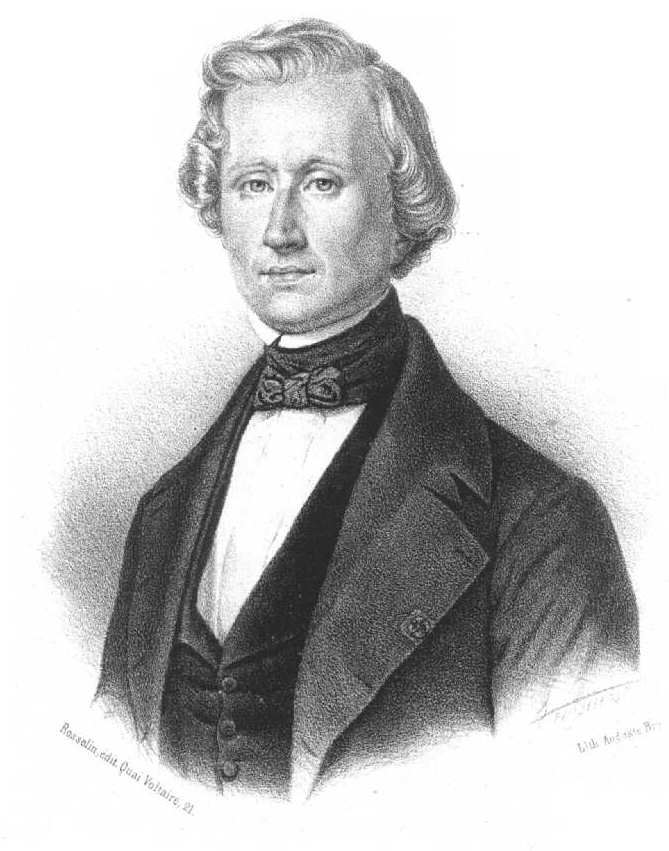
於爾班·勒威耶

1844年2月13日，劍橋天文台台長詹姆斯·查理士聯繫了格林尼治皇家天文台天文學家喬治·比德爾·艾里，請求亞當斯提供有關天王星位置的數據。亞當斯確實在1845年9月18日完成了一些計算。
據稱亞當斯於1845年9月中旬將他的計算結果傳達給了詹姆斯·查理士，但對於他是如何傳達的還存在一些爭議。此事的經過和日期似乎直到1846年10月17日查理士寫給《神殿雜誌》（The Athenaeum）的一封信中才被披露。然而直到1904年，天文學家拉爾夫·艾倫·桑普森（Ralph Allan Sampson）在亞當斯的文件中發現了一張紙條，上面描述了“新行星”，並用亞當斯以外人物的筆跡簽注為“1845年9月收到”，才確認了這份文件的身份。雖然這常常被用來確立亞當斯優先發現海王星的印象，但一些歷史學家對其真實性提出質疑，理由是“新行星”並不是1845年的流行術語，而且這張紙條的日期是由其他人標註的。此外，計算結果亞當斯與幾週後傳達給艾里的結果不同。亞當斯當然沒有向查理士提供任何詳細的計算結果，而查理士對他逐步逼近天體位置的方法的描述也印象平淡，因為他不願意在天文台啟動費力的觀測計劃。查理士最終評論道：「雖然他肯定努力，但成功卻似乎如此不確定。」。
同時，1845年11月10日，於爾班·勒威耶向巴黎科學院提交了一份關於天王星的回憶錄，並指出先前的理論無法解釋其運動。他不知道亞當斯的工作，獨自嘗試進行類似的調查。1846年6月1日，在提交給法國科學院公開會議的第二份回憶錄中，他給出了假設攝動天體的位置，但沒有給出質量或軌道。勒威耶將海王星定位在最後發現海王星位置的一度範圍內。

## 搜索
喬治·比德爾·艾里在英國收到勒威耶六月預測的消息後，立即意識到勒威耶和亞當斯的答案有相似之處。在此之前，亞當斯的工作只是引起人們的好奇，但勒威耶的獨立確認促使艾里嘗試秘密尋找這顆行星。1846年7月，在格林尼治天文台訪客委員會的一次會議上，詹姆斯·查理士和約翰·赫歇爾爵士出席了會議，艾里建議詹姆斯·查理士緊急使用劍橋11.25英寸赤道望遠鏡尋找這顆行星，「希望能將此事從幾乎絕望的處境中挽救出來」。搜尋工作於7月29 日開始，過程十分艱苦。亞當斯繼續研究這個問題，在1845年和1846年向英國團隊提供了六個不同位置，導致詹姆斯·查理士搜尋的方向錯誤。直到巴黎和柏林宣布發現海王星後，人們才知道海王星曾在8月8日和8月12日被詹姆斯·查理士觀測到，但由於詹姆斯·查理士缺乏最新的星圖，因此未被辨認為行星。

## 發現

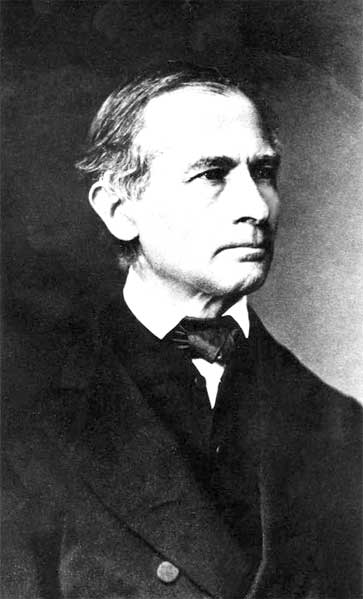
柏林天文台的約翰·戈特弗里德·伽勒

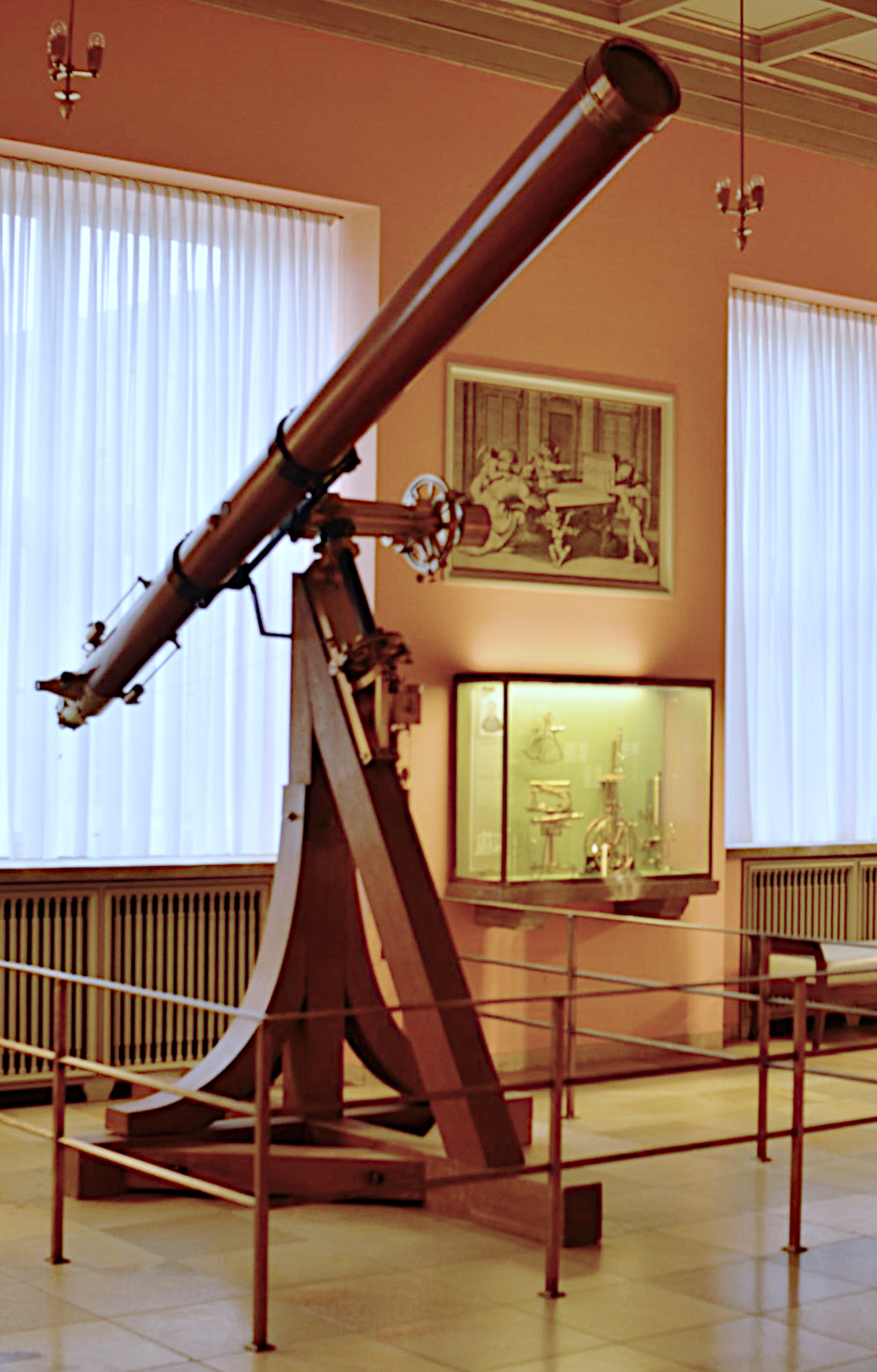
發現海王星的9英寸望遠鏡，目前收藏在德國慕尼黑德意志博物館

1846年9月23日，海王星被發現時的位置（標有十字）

勒威耶並不知道，他公開證實了亞當斯的私人計算，引發了英國對這顆未知行星的搜尋。8月31日，勒威耶提交了第三份報告，其中給出了新天體的質量和軌道。勒威耶未能成功引起任何法國天文學家搜索未知行星的興趣，最終他將自己的研究結果郵寄給了柏林天文台的約翰·戈特弗里德·伽勒。
9月23日上午，約翰·戈特弗里德·伽勒收到了勒威耶的信。柏林天文台的助理伽勒隨後請求天文台台長約翰·法蘭茲·恩克使用他們的夫朗和斐望遠鏡（口徑為9英寸/24.4厘米）。恩克當天慶祝了55歲生日，並允許伽勒使用這架望遠鏡。伽勒和恩克的談話被天文台學生海因里希·路易·達雷聽到，他興奮地向伽勒請求允許他參加觀測。伽勒允許達雷加入，甚至請他進行準備工作。起初，他們按照勒威耶的指示在天空中尋找小圓盤狀天體，但是沒有成功。他們也使用了標準星圖，但很快就發現該星圖上缺少恆星。達雷建議，可以將最近發布的星圖霍拉XXI與當前的天空進行比較，以尋找行星（而不是靜止恆星）的位移特徵。他們帶著星圖返回夫朗和斐望遠鏡。伽勒在望遠鏡前讀取恆星的位置，而達雷則坐在附近的桌子旁，對照霍拉XXI星圖檢查座標。不久後，達雷驚呼：「星圖上沒有這顆星星！」。
這項發現得益於卡爾·布雷米克（Carl Bremiker）完成的柏林科學院霍拉XXI星圖。最初，弗里德里希·威廉·貝塞爾提出了創建星圖的計劃，以幫助發現彗星和小行星。在這個計畫中，詹姆斯·布拉德雷、拉蘭德和皮亞齊的目錄將按照統一的方案進行縮減，並與赤道15度以內的區域目錄進行整理。已編入目錄的恆星將補充未編入目錄的恆星，這些恆星可以透過「彗星搜尋器」看到。共有24位天文學家參與這項工作，每人測量一小時的赤經。星圖《霍拉XXI》的繪製工作始於1826年，直到1844年才完成，並於1845年印刷。
經過不到一個小時的搜索，海王星在午夜後被發現，其位置與勒威耶預測的位置相差不到1度，這是一個驚人的吻合。經過兩個晚上的觀察，確認了行星的位置和運動，伽勒驚訝地回應勒威耶：「你所計算出的行星確實存在」。發現海王星望遠鏡是由約瑟夫·夫朗和斐的Merz und Mahler公司製造的赤道式消色差折射望遠鏡。

## 餘波
在法國宣布發現海王星時，赫歇爾、查里士和皇家天文學會外交大臣理查德·謝普香克斯宣布，亞當斯已經計算出這顆行星的特徵和位置。艾里最終發表了一份關於當時情況的記錄，亞當斯的回憶錄則作為航海年鑑的附錄印刷出版。然而，艾里發表的版本似乎經過了編輯，省略了“關鍵階段”，以掩蓋亞當斯只計算出海王星的平均經度而非軌道元素的事實。
關於這兩位天文學家的功績在法國和英國引起了激烈的爭論。艾里在英國受到了很多批評。亞當斯是個缺乏自信的年輕人，他自然不願意發表可能毀掉事業的成果。艾里和查理士受到了批評，尤其是詹姆斯·格萊舍（James Glaisher）認為他們未能發揮出作為年輕人才的導師應有的職責。查理士感到懊悔，但艾里卻為自己的行為辯護，聲稱尋找行星不是格林威治天文台的職責。總體而言，艾里得到了傳記作家替他辯護。在法國，人們對一位默默無聞英國人提出的爭論表示不滿，認為有損於勒威耶的成就。
1846年，皇家學會授予勒威耶科普利獎章以表彰他的成就，其中沒有提到亞當斯，但亞當斯在劍橋大學和社會上的學術聲譽得到了保證。隨著事實逐漸明朗，一些英國天文學家開始認為，兩位天文學家已經獨立解決了海王星問題，並賦予他們同等的重要性。但亞當斯本人在1846年11月提交給皇家天文學會的論文中公開承認了勒威耶的優先權和功勞（同時也提到伽勒的貢獻）
我提及这些日期只是想说明，我得出答案先于勒威耶先生发表研究成果，我在无所鉴的情况下独立完成了研究。但我无意与勒威耶先生争夺发现海王星的荣耀。毫无疑问，是勒威耶先生的研究报告最先公布于世界，并引导伽勒博士最终发现海王星，他的功绩不容一丝贬损。
不久之後，人們對亞當斯和勒威耶的計算結果提出了批評，認為他們過於樂觀地宣稱自己的計算結果準確，並且兩人都利用波德定律大幅高估行星與太陽的距離。此外，有人認為，他們兩次都幾乎正確地測量海王星的經度，只是因為「軌道的偶然性」。1946年，安德烈-路易·丹容詳細討論了這一批評，他用圖表和討論說明，雖然勒威耶和亞當斯為新行星計算的假想軌道在整體上與真實海王星的軌道確實有很大不同（實際上彼此相似），但在涵蓋觀測和計算間隔年的那段關鍵軌道，他們都比其他人計算出的海王星軌道更接近海王星真實的軌道。因此，事實證明，勒威耶和亞當斯計算使用的軌道長軸比實際情況大得多，並不那麼重要，也不是最相關的參數。
這顆新行星最初被弗朗索瓦·阿拉戈稱為“勒威耶”，後來被一致採用中性名稱“海王星”。海王星的數學預測是一項偉大的壯舉，但也表明艾里質疑的牛頓萬有引力定律即使在太陽系邊界也適用。
亞當斯没有對查理士和艾里有所抱怨，並承認是他没能说服天文界相信他的研究成果。
资深天文学家们身兼重担而工作繁忙，我不应期待他们能对我的研究成果像我自己一样充满信心。
相較之下，勒威耶傲慢而自信，使得英國科學界團結支持亞當斯。1874年至1876年，亞當斯擔任英國皇家天文學會主席，並負責向勒威耶頒發當年的英國皇家天文學會金質獎章。

## 後續分析
傳統觀點認為海王星的發現應該同時「歸功於亞當斯和勒威耶」，但最近這一觀點受到了質疑，人們對1846年艾里、查理士和亞當斯的記述產生了懷疑。
1999年，亞當斯與艾里的通信記錄被皇家格林尼治天文台遺失，天文學家奧林·艾根去世後，相關記錄在他的遺物中被發現。2003年的一次採訪中，歷史學家尼古拉斯·科勒斯特羅姆（Nicholas Kollerstrom）得出結論：亞當斯對發現海王星的貢獻比人們認為的要虛弱，因為他對該行星的確切位置反复搖擺，估計的範圍廣達20度。根據科勒斯特羅姆的說法，艾里扮演墨守成規的上司，故意忽視這位年輕知識分子，很大程度上是發現海王星之後塑造出來的，目的是提升亞當斯，進而提升英國對於發現海王星的榮譽。William Sheehan、科勒斯特羅姆和Craig B. Waff在《科學人》上發表的文章更大膽地宣稱“英國人偷走了海王星”，並得出結論「這一成就是勒威耶一人所有」。